# NGC 2017
NGC 2017 je zvjezdana skupina u zviježđu Zecu. 

## Vanjske poveznice
- SEDS: NGC 2017